# Атлантико ФК
Атлантико Футбол Клуб е доминикански професионален футболен клуб от Сан Фелипе де Пуерто Плата, Доминиканска република, основан през 2015 г. Отборът играе в Доминиканската футболна лига.

## История
През 2014 г. (официално отборът е регистриран на 1 януари 2015) Рубен Гарсия създава „Атлантико ФК“ в град, където футболът не е сред популярните спортове. Номер 1 са бейзболът и голфът. Той е първият представител на северната едноименна провинция в новосъздадената професионална лига през 2015 г. Тимът получава популярност благодарение на спонсорския си договор с националната спортна медия CDN SportsMax за излъчване на три домакински мача.
В дебютния си мач на 8 март 2015 губи с 0:3 от „Барселона Атлетико“. В отбора има много венецуелци, главно заради спортния директор и треньор Жан Карлос Гуел Родригес, който е от Венецуела. Той заявява, че „Атлантико“ ще бъде конкурентно способен на останалите, макар да има само 3 годишна практика като треньор. Сред топзвездите на отбора е 37-годишният ветеран Кристиан Касерес, нападател от Венецуела, участвал два пъти с „Депортиво Тахира“ и „Депортиво Италия“ в Копа Либертадорес.
Първата победа на отбора е в третия кръг срещу аутсайдера „Делфинес дел Есте“ с 4:1 при гостуването в Ла Романа. Завършва сезона на второ място като на финала завършва 2:2 с бъдещия шампион „Атлетико Пантоха“, който надделява благодарение на по-точния си мерник при дузпите.
На 27 август 2017 година „Атлантико“ играе на финала отново с „Атлетико Пантоха“ и отново е постигнато равенство, този път 0:0. Мачът е повторение на финала от 2015 г. При изпълнението на дузпите „Атлантико“ са по-точни и печелят „Банко Популар Къп“ за пръв път в историята си.

## Емблема
Представлява щит в син цвят. В лента пред него е изписано името на клуба. В горната част стоят символите на Пуерто Плата – ботаническата градина с полусферична форма, изобразена като футболна топка, а над нея реплика на статуята на Исус Христос.

## Стадион
„Естадио Леонел Пласидо“ е футболен стадион в Сан Фелипе де Пуерто Плата, Доминиканска република.

## Успехи
Доминиканска футболна лига:
- Шампион (1): 2017
  -  Финалист (1): 2015

## Известни футболисти
- Кристиан Касерес
- Хорхе Маркес Гомес